# Benzenhexol
Benzenhexolul, denumit și hexahidroxibenzen, este un compus organic cu formula C6H6O6 sau C6(OH)6. Este un fenol cu 6 grupe hidroxil fenolice, derivat de benzen. Compusul se mai numește și hexafenol, dar această denumire a fost folosită și pentru alte substanțe.
Benzenhexolul este un solid cristalin, solubil în apă fierbinte, cu un punct de topire peste 310°. Poate fi preparat din inozitol (ciclohexanhexol). Oxidarea benzenhexolului duce la formarea tetrahidroxi-p-benzochinonei (THBQ), acidului rodizonic și dodecahidroxiciclohexanului. Benzenhexolul poate fi obținut prin reducerea sării de sodiu a THBQ cu SnCl2/HCl.
Benzenhexolul formează un aduct cu 2,2'-bipiridina, într-un raport molecular de 1:2.

## Benzenhexolat
Ca majoritatea fenolilor, benzenhexolul poate ceda cei șase ioni H + din grupele hidroxil, ducând la formarea hexaanionului C
6O6−
6. Sarea de potasiu a acestui anion este una dintre componentele așa-numitului „carbonil de potasiu” descoperit de Liebig, fiind produsul reacției monoxidului de carbon cu potasiul. Hexaanionul este produs prin trimerizarea anionului acetilendiolat C
2O2−
2 la încălzirea acetilendiolatului de potasiu K
2C
2O
2.  Natura compuslui K
6C
6O
6 a fost stabilită de R. Nietzki și T. Benckiser în 1885, care au descoperit că hidroliza sa duce la formarea de benzenhexol.